# Germania (Jahrbuch)
Germania war der Titel des Jahrbuchs der Berlinischen Gesellschaft für Deutsche Sprache und Alterthumskunde. Herausgeber war der Germanist Friedrich Heinrich von der Hagen. Das Jahrbuch wurde im Schultze-Verlag, Leipzig, publiziert.
Im Jahr 1814 wurde die Berlinische Gesellschaft für deutsche Sprache (BGfdS) gegründet. Ein Jahrbuch  der Gesellschaft wurde erstmals im Jahr 1820 in der Maurerschen Buchhandlung in Berlin publiziert. Der Titel lautete Jahrbuch der Berlinischen Gesellschaft für deutsche Sprache. Erster Band. Bis 1836 erschien kein weiteres Jahrbuch.
1825 übernahm Friedrich Heinrich von der Hagen die Leitung der Gesellschaft, die sich in der Folge vermehrt mit Fragen der  Altertumswissenschaft beschäftigte und im Jahr 1836 in Berlinische Gesellschaft für Deutsche Sprache und Alterthumskunde umbenannte. Die Jahrbücher mit dem Titel Germania erschienen im Zeitraum 1836 (Band 1) bis 1853 (Band 10).